# Ascyssa
Ascyssa es un género de esponja marina de la familia Leucosoleniidae.

## Especies
Este género contienen las siguientes especies:
- Ascyssa acufera Haeckel, 1870
- Ascyssa coralloides (Haeckel, 1870)
- Ascyssa troglodytes Haeckel, 1870